# 다카오카역 (도야마현)
다카오카역(일본어: 高岡駅, たかおかえき)은 일본 도야마현 다카오카시에 있는 철도역이다.

## 접속 노선
- 아이노카제토야마 철도
  - 아이노카제토야마 철도선
- 서일본 여객철도
  - 히미선
  - 조하나 선

역 업무는 아이노카제토야마 철도가 관할한다.

## 역 구조
4면 7선 구조의 선상역이다. 도야마 지역 철도부가 관리하는 직영역이다.
히미 선 열차가 운행되는 7번 승강장만 다른 승강장과는 떨어져 있으며, 다른 승강장들과는 구름다리로 이어져 있다.
2011년 8월 23일 새 선상역사가 완공되었다.

### 승강장
| 1 · 2 | ■ 조하나 선               | 조하나 방면              |                                 |
| 3 · 4 | ■ 아이노카제토야마 철도선 | 이스루기 · 가나자와 방면 |                                 |
| 5 · 6 | ■ 아이노카제토야마 철도선 | 도야마 · 우오즈 방면     | (일부 열차는 2·3번 승강장 사용) |
| 7     | ■ 히미 선                 | 히미 방면                |                                 |

## 역세권 정보
- 만요센 다카오카 궤도선 다카오카에키마에 역
- 다카오카 고성 공원
- 다카오카 시립 미술관
- 이미즈 신사
- 즈이류 사 (일본 정부가 지정한 국보)

## 역사
- 1898년 1월 2일: 주에쓰 철도가 역을 개업했다.
- 1898년 11월 1일: 관설철도 (뒷날의 일본국유철도) 호쿠리쿠 본선 가나자와 역 ~ 다카오카 역 구간의 개통과 동시에 환승역이 되었다.
- 1920년 9월 1일: 주에쓰 철도 노선들이 국유화에 따라 일본국유철도의 소속이 되었다. 1942년에는 구 주에쓰 철도 소속 노선들이 조하나 선과 히미 선으로 나뉘었다.
- 1987년 4월 1일: 민영화에 따라 서일본 여객철도의 소속이 되었다.
- 2007년 10월 13일: 역사 입체화 공사 개시.
- 2011년 8월 28일: 역사 입체화 공사 완공.
- 2015년
  - 3월 14일: 호쿠리쿠 신칸센의 연장 개통에 따라, 기존의 호쿠리쿠 본선 구간이 아이노카제토야마 철도로 소속이 이관되었다.
  - 3월 26일: 아이노카제토야마 철도선에 ICOCA 도입.

## 인접역
| 아이노카제토야마 철도 아이노카제토야마 철도선 | 아이노카제토야마 철도 아이노카제토야마 철도선 | 아이노카제토야마 철도 아이노카제토야마 철도선 |
| --------------------------------------------- | --------------------------------------------- | --------------------------------------------- |
| 이스루기 가나자와 방면                        | 아이노카제 라이너                             | 고스기 도마리 방면                            |
| 다카오카야부나미 가나자와 방면                | 보통                                          | 엣추다이몬 도야마 방면                        |
| 서일본 여객철도 히미선                        |                                               |                                               |
| 시·종착역                                     |                                               | 엣추나카가와 히미 방면                        |
| 서일본 여객철도 조하나 선                     |                                               |                                               |
| 시·종착역                                     |                                               | 신타카오카 조하나 방면                        |